# Polymerurus macrurus
Polymerurus macrurus is een buikharige uit de familie Chaetonotidae. Het dier komt uit het geslacht Polymerurus. Polymerurus macrurus werd in 1898 voor het eerst wetenschappelijk beschreven door Collin. 